# SADELCA
Sadelca Ltda. (Akronym für Sociedad Aérea Del Caquetá, Ltda.) ist eine kolumbianische Frachtfluggesellschaft, die ihren Hauptstandort in Villavicencio (Meta) hat und mit Büros in Bogotá und an der Laderampe des Flughafens El Dorado platziert ist. Sadelca wurde 1974 gegründet und bietet ihre Dienste im gesamten Staatsgebiet Kolumbiens an.

## Tätigkeit

### Luftfrachttransport
- Charter-Dienstleistungen für Privatunternehmen, den institutionellen Sektor sowie Kohlenwasserstoffe
- Transport von Militärpersonal und Gefängnisinsassen des Instituto Nacional de Penitenciario y Carcelario nach vorherigen Genehmigung durch die Aerocivil
- allgemeines Frachtgut

## Flotte
Mit Stand September 2020 hat die Sadelca drei Flugzeuge, drei Douglas DC-3 (eine davon inaktiv) und eine Antonow An-32.

## Ehemalige Flugzeugtypen
- Antonow An-26

## Zwischenfälle
- Am 28. Januar 1978 kollidierte eine Douglas DC-3D (Luftfahrzeugkennzeichen HK-1351) am Cerro de Granada 24 Kilometer vor dem Zielflughafen San Vicente mit einem Berg. Alle zwölf Menschen an Bord wurden getötet. Das Flugzeug war auf einem Linienflug von Neiva (Huila) nach San Vicente del Caguán (Caquetá) im Landesinneren.[3] Die Höhe der Unfallstelle beträgt 2100 Meter. Der Berg war zu dieser Zeit von Wolken verdeckt.[4]

- Am 11. August 1981 mussten die Piloten einer Douglas DC-4 der SADELCA (HK-136) auf dem Flug von Florencia nach Neiva notlanden. Die Maschine wurde irreparabel beschädigt. Personen kamen nicht zu Schaden.[5]

- Am 24. August 1998 verunglückte eine Antonow An-32 der SADELCA (HK-4007X) auf dem Flughafen von Leticia (Kolumbien) bei einem missglückten Startabbruch. Die um eine halbe Tonne überladenen Maschine ließ sich nicht abheben; beim zu späten Startabbruch überrollte das Flugzeug das Startbahnende um 80 Meter und wurde irreparabel beschädigt. Bei den sechs Insassen des Frachtfluges kam es nicht zu Personenschäden.[6]